# 城泉太郎
城 泉太郎（じょう せんたろう、1856年8月17日（安政3年7月17日） - 1936年（昭和11年）1月8日）は、日本の武士（越後長岡藩士）、教育者、共和主義思想家、自由民権運動家。

## 経歴
越後長岡藩士・河井資信とちよの長男として長岡に生まれる。河井家は譜代の家臣で幕末の禄高が90石、河井継之助は親戚筋にあたる。藩校崇徳館で学び、三島郡入軽井村（現・長岡市）の遠藤軍平塾を経て、戊辰戦争における同藩の敗北を経験した後、明治3年（1870年）6月、慶應義塾に入塾。明治5年（1872年）に義塾の教員となり（明治23年（1890年）特選塾員）、明治9年（1876年）からは徳島慶應義塾の二代目校長となる。明治11年（1878年）3月に義塾教員を辞めてからは土佐藩立志学舎、和歌山自修学校、長岡洋学校、高知立教学校で英学の教師をし、自由民権運動に携わった。
明治20年（1887年）には『通俗進化論』、明治24年（1891年）には翻訳書『経世危言』を刊行。また、ヘンリー・ジョージの土地単税論の考えに共鳴し、それについて「支那の大統領」と題した原稿を残す。その後は衆議院議員根本正の手伝いをして晩年に至った。城の政治思想の特徴は明治10年ごろの段階から天皇制の見直しを訴え、共和政体論を主張していたことにある。この政治思想は戊辰戦争での敗戦経験の影響を強く受けたものであった。昭和2年（1927年）に憲兵隊により取り調べを受けたことにより、自身の原稿類を焼き捨てた。そのため政治思想家としての業績を示す資料は乏しいが、残存しているものは『城泉太郎著作集』にまとめられている。